# Saunasuon metsä
Saunasuon metsä este o arie protejată (arie specială de conservare — SAC, sit de importanță comunitară — SCI) din Finlanda întinsă pe o suprafață de 13 ha, integral pe uscat.

## Localizare
Centrul sitului Saunasuon metsä este situat la coordonatele 60°36′46″N 27°31′23″E / 60.6128°N 27.5231°E.

## Înființare
Situl Saunasuon metsä a fost declarat sit de importanță comunitară în mai 2002 pentru a proteja 1 specie de animale. Situl a fost protejat și ca arie specială de conservare în aprilie 2015.

## Biodiversitate
Situată în ecoregiunea boreală, aria protejată conține 1 habitat natural: Taiga vestică.
La baza desemnării sitului se află o specie protejată de  mamifere: veveriță zburătoare siberiană (Pteromys volans).
Pe lângă speciile protejate, pe teritoriul sitului au mai fost identificate 4 specii de păsări.